# Светлинен меч
Светлинният меч (обичайно наричан лазерен меч) е измислено оръжие на джедаите от света на Междузвездни войни, изобретено от тях хилядолетия преди Явинската битка. То използва подобна на плазма субстанция, придържана от силово поле, с която използващият го може да пререже почти всяка материя, с изключение на някои специални материали и енергийни полета. Две полета на светлинен меч се възпират едно друго, което позволява на джедаите да парират удари на противник със светлинен меч и да отклоняват бластерни заряди (използващи подобно поле). Първите светлинни мечове – фотомечовете, били използвани за обсадни оръжия и изисквали специален енергиен генератор, носен на гърба. По-късно обаче технологията била умалена, за да се стигне до лазерния меч, познат от филмите.
Тъй като острието на меча е подобно на светлина, то няма тегло и е много трудно да се прецени положението му. Затова джедаите преминават през дългогодишно обучение за използването на светлинен меч. Силата също им помага да се предпазят от самонараняване при тренировки и в битка. Има седем основни стила (форми) за бой със светлинен меч, които имат различни предимства и слабости (например има специално създаден стил за защита от бластерни атаки). Тъй като плазмата има магнитни свойства тя може да привлича излъчената плазма от бластерите. Поради тази причина, светлинния меч е добра защита от плазмени оръжия включително бластери.

## Двоен светлинен меч
Двойният светлинен меч е вариация на обикновения, но с второ острие излизащо от другия край на меча. Първият двоен меч е бил създаден от Екзар Кун, а най-известният майстор на този вид мечове е Дарт Моул. Кръстосан светлинен меч: Такъв меч се използва в Силата се пробужда от злодея Кайло Рен.[ неясно? ]